# مسؤول

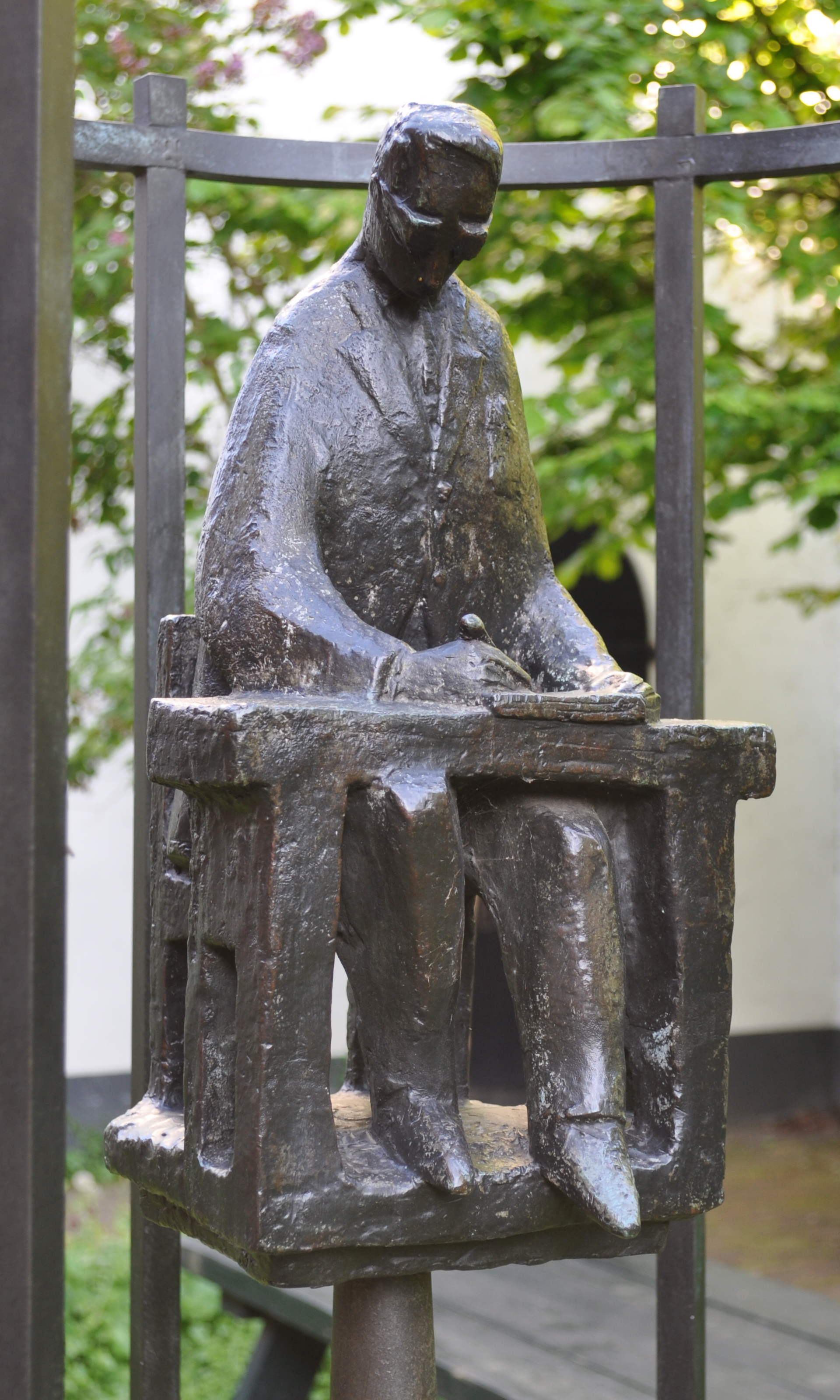
أمبتنار ("مسؤول حكومي") ، بقلم لويس دوسيه ، أوترخت ، 1961

المسؤول هو الشخص الذي يشغل منصبًا (وظيفة أو تفويضًا) في منظمة أو حكومة ويشارك في ممارسة السلطة، (إما سلطته أو سلطة المشرف عليه وصاحب العمل أو أحدهما، سواء سلطة عامة أو خاصة من الناحية القانونية)، وسواء كان في مقر عمل أو لم يكن.
المسؤول هو ذو منصب يشارك في الإدارة العامة أو الحكومة، إما بانتخاب أو تعيين أو اختيار أو توظيف. الموظف المدني هو عضو في دائرة حكومية. والمسؤول المنتخب هو الذي يتولى المسؤولية بموجب انتخابات. يمكن أيضًا أن يتقلد المسؤولون مسؤوليات أخرى بحكم مناصبهم وقد يتم توريث بعض المناصب الرسمية. ما دام المسؤول في منصبه فإنه يُسمّى شاغل الوظيفة.

## المسؤول في عهود سابقة
للمسؤول عدة أسماء تشملها كلمة «ولي أمر»، وقد ذُكرت في آية «يا أيها الذين آمنوا أطيعوا الله وأطيعوا الرسول وأولي الأمر منكم»، ولفظ «أولي الأمر»، يشمل كل المسؤولين، سواء الحكام ورؤساء الدوائر بمراتبهم التصاعدية، ولا يجوز طاعة ولي الأمر في تنفيذ الذنوب والفساد، إذ لا طاعة لمخلوق في معصية الخالق.، كما كان للمسؤول اسم آخر هو العامل وهو يشمل كل موظف عام.

## صفات المسؤولين البيروقراطيين
قدم ماكس ويبر تعريفا للمسؤول البيروقراطي:
- هم أحرار شخصيًا ويُعيّنََون في مناصبهم على أساس مسيرتهم.
- يمارسون السلطة المخولة لهم وفقًا لقواعد موضوعية، لا شخصية.
- يعتمد تعيينهم وتوظيفهم بمؤهلاتهم الفنية.
- عملهم الإداري هو وظيفة بدوام كامل
- يكافؤون على عملهم برواتب منتظمة وبالتقدم المأمول في مهنة مدى الحياة.

يجب أن يمارس المسؤول حكمَهُ ومهاراته، ولكن واجبه هو تسخير ذلك لمن هو أعلى منه سلطةً؛ في نهاية المطاف، هم مسؤولون فقط عن التنفيذ المحايد للمهام الموكلة إليهم ويجب عليهم التنازل عن حكمهم الشخصي، إذا كان ذلك يتعارض مع واجباتهم الرسمية.

## معاني المسؤول
تُستعمل كلمة مسؤول لأربعة معاني، أحدها صاحب السلطة، والمعنى الثاني لكلمة مسؤول هو «مستحق اللوم والعقوبة»: يقال فلان هو المسؤول عن عما حدث، أي هو المستحق للوم والمحاسبة، وقد فسّرتْ وسائل إعلام قول الأمير أحمد بن عبد العزيز آل سعود أنّ «الملك وابنه ولي العهد، هما فقط المسؤولان عن إدارة البلاد»، فُسّرَ هذا القول بأنّه يلقي باللائمة عليهما، وكان جواب الأمير أحمد أنّ هذا التفسير غير دقيق، وأنّ قصده كان إيضاح أنّ «الملك وولي العهد مسؤولان عن الدولة وقراراتها وهذا صحيح لما فيه أمن واستقرار البلاد والعباد، ولهذا لا يمكن تفسير ما ذكرتُ بغير ذلك».، والمعنى الثالث للراعي، يقال هو مسؤول عن عائلته، أي هو كفيل بهم، والمعنى اللغوي للمسؤول هو الذي يُسأل ويناقش عن واجباته، هل فعلها أم لا؟، وفي ذلك روى البخاري عن النبي محمد أنه قال «كلُّكم راعٍ وكلُّكم مسؤولٌ عن رعيتِهِ، فالأميرُ الذي على الناسِ راعٍ عليهم وهو مسؤولٌ عنهم والرجلُ راعٍ على أهلِ بيتِهِ وهو مسؤولٌ عنهم، والمرأةُ راعيةٌ على بيتِ بعلها وولدِهِ وهي مسؤولةٌ عنهم، وعبدُ الرجلِ راعٍ على بيتِ سيدِهِ وهو مسؤولٌ عنهُ ألا فكلُّكم راعٍ وكلُّكم مسؤولٌ عن رعيتِهِ».

## عبد مأمور
إذا سئل منفذو أوامر المسؤولين عن قانونية أفعالهم فإن بعضهم يجيب «أنا عبد مأمور»، ويتخذ ذلك حجة لتنفيذ الأوامر الصادرة من المسؤولين بدون نقاش وبدون النظر في الصحة القانونية للأوامر، غيرَ أن القانون لا يُجيز تنفيذ أوامر المسؤولين الخاطئة، بل يعاقب عليها، ما عدا حالات استثنائية يُعفى فيها منفذ الأوامر من العقوبة، وفقاً للمادة 58 من قانون الخدمة المدنية المصري رقم 81 لسنة 2016، ذكرتها جريدة اليوم السابع:
- أولاً: يُعفى الموظف من الجزاء إذا أثبت أنه نفذ تعليمات مكتوبة، فلا يعفى الموظف من المسئولية إذا نفذ تعليمات شفهية، باستثناء الأحوال الآتية.
  - أ: التعليمات الصادرة لمواجهة خطر داهم أو ضرورة عاجلة لا تحتمل التأخير، إذ لا يشترط فيها أن تكون مكتوبة.
  - ب: إذا اعترف الرئيس الإداري بصدور التعليمات منه، فإن هذا الإقرار يقوم مقام كتابة التعليمات وفقا للمادة 104 من قانون الإثبات رقم 25 لسنة 1968 بحسبان أن الإقرار حجة على المقر.
  - ج: يعفى الموظف إذا أثبت أن ثمة إكراها أدبيا أو ماديا شاب إرادته وأفقده حريته، سواء في طلبه كتابة الأمر إليه أو في تنبيه رئيسه إلى المخالفة.
- ثانياً: يجب على الموظف قبل أن ينفذ تعليمات رئيسه المخالفة للقانون ان يعرض مذكرة على رئيسه ينبهه فيها إلى وجه المخالفة القانونية التي ستترتب إذا تم تنفيذ تعليماته.
- ثالثاً: إذا أصر الرئيس الإداري بعد ذلك على تنفيذ تعليماته المخالفة، بأن يؤشر بالتنفيذ على مذكرة مرؤوسه أو يعيد إصدار تعليمات بذات المضمون، فعلي الموظف أن يمتثل في هذه الحالة للتعليمات، ولكن يعفي من المسئولية التأديبية والتي يسأل عنها في هذه الحالة الرئيس الإداري وحده.[7]